# ريكاردو عزتي
ريكاردو عزتي (من مواليد 7 يناير 1942) هو رجل دين تشيلي من أصل إيطالي ينتمي إلى الكنيسة الكاثوليكية والذي عاش وعمل في تشيلي منذ أن كان عمره 17 عامًا. كان رئيس أساقفة سانتياغو من ديسمبر 2010 إلى مارس 2019 وكان كاردينالًا منذ فبراير 2014. شغل سابقًا منصب رئيس أساقفة كونسيبسيون. ترأس مؤتمر الأساقفة في تشيلي من عام 2010 إلى عام 2016.

## سيرته
ولد ريكاردو عزتي في فيتشنزا، إيطاليا. هاجر إلى تشيلي في عام 1959 لدخول مدرسة المبتدئين لدى الساليزيانيين في كويلبوي، فالبارايسو، ودرس الفلسفة في الجامعة الكاثوليكية في فالبارايسو . درس اللاهوت في الجامعة البابوية الساليزية في روما، حيث حصل على شهادته. أبرز نذوره النهائية كساليزياني في 30 كانون الأول (ديسمبر) 1966، وتمت سيامته كاهناً في الرهبانية الساليزيانية في 18 آذار 1970. بعد رسامته حصل على إجازة في الدراسات الدينية من معهد التعليم الديني الرعوي في ستراسبورغ. ثم شغل منصب أستاذ الدين والفلسفة في الجامعة الكاثوليكية في فالبارايسو.

## كهنوت
باعتباره كاهنًا ساليزيانيًا شغل المناصب التالية: مدير وزارة الشباب في المدرسة الساليزية في فالديفيا، ومدير الجماعة الساليزية في كونسيبسيون، تشيلي، وعضو المجلس الإقليمي للساليزيان التشيليين، ومدير المعهد الساليزي في سانتياغو دي تشيلي، والمفتش الإقليمي للساليزيان في تشيلي. كان عضوًا في هيئة تدريس اللاهوت في الجامعة البابوية الكاثوليكية في تشيلي ونائب رئيس مؤتمر الرهبان في تشيلي، وشارك في الاجتماعات العامة لجماعة الساليزيان في عامي 1984 و1990.

## الأسقفية
في عام 1991، تم تعيينه في الكوريا الرومانية كمسؤول في مجمع معاهد الحياة المكرسة وجمعيات الحياة الرسولية. في 28 يونيو 1996، عينه البابا يوحنا بولس الثاني أسقفًا لفالديفيا ، تشيلي، وتم تكريسه في 8 سبتمبر. في 10 يوليو 2001، عينه البابا يوحنا بولس الثاني أسقفًا مساعدًا لأبرشية سانتياغو دي تشيلي الأكبر حجمًا، ومنحه الكرسي الفخري الإمبراطوري. في 27 ديسمبر 2006، تم تعيينه رئيس أساقفة كونسيبسيون.
في يونيو 2009، عين البابا بنديكتوس السادس عشر هو وأربعة أساقفة آخرين كزائرين رسوليين لرهبنة الفيلق المسيحى بعد اكتشاف أن مؤسس الرهبنة، مارسيل ماسيل ديجولادو، أحد شركاء البابا يوحنا بولس الثاني، كان متورطًا في الاعتداء الجنسي على قاصرين وشباب. قد أوكلت إلى عزتي مسؤولية التحقيق في أمر الرهبانية في أمريكا الجنوبية: تشيلي، والأرجنتين، وكولومبيا، والبرازيل، وفنزويلا، حيث كان للرهبانية 20 بيتًا، و122 كاهنًا، و122 طالبًا دينيًا.
أثناء توليه منصب رئيس أساقفة كونسيبسيون، توسط عزتي في حل نزاع بين الحكومة ومجموعة من 34 سجينًا من المابوتشي كانوا مضربين عن الطعام لمدة 82 يومًا. في 15 ديسمبر 2010، عيّن البابا بنديكتوس السادس عشر إزاتي رئيسًا لأساقفة سانتياغو دي تشيلي ليحل محل الكاردينال فرانسيسكو إيرازوريز، الذي قدم استقالته كما هو مطلوب عند بلوغه سن 75 عامًا تم تنصيب إزاتي في سانتياغو دي تشيلي في 14 يناير 2011. عينه البابا فرانسيس عضوًا في مجمع التعليم الكاثوليكي في نوفمبر 2013. تمت ترقيته إلى رتبة كاردينال في مجمع كنسي في 22 فبراير 2014. في مايو 2014، عينه البابا فرانسيس عضوًا في اللجنة البابوية لأمريكا اللاتينية.
في أكتوبر 2014، نفى عزتي تقارير صحفية تفيد بأنه أبلغ الفاتيكان بالكاهن اليسوعي فيليبي بيريوس، وقال إنه رد فقط على استفسارات السفير البابوي بشأن تصريحات الكاهن المثيرة للجدل. وأظهرت التقارير الصحفية في وقت لاحق أن عزاتي كان قد بدأ عملية الاتهام لمنع بيريوس من أن يصبح قسيسًا في القصر الرئاسي. شارك في سينودس الأساقفة حول الأسرة في أكتوبر 2014 وأكتوبر 2015. كان أحد الأساقفة الأربعة الذين قدموا وثيقة ملخص سينودس عام 2014  شغل منصب رئيس مؤتمر الأساقفة في تشيلي من عام 2010 إلى عام 2016.
في ديسمبر 2016، قدم عزتي استقالته كما هو مطلوب عند بلوغه سن 75 عامًا ولم يقبل البابا فرنسيس ذلك. في مايو 2018، قدمها عزتي مرة أخرى. في 22 مارس 2019، رفضت المحكمة العليا في تشيلي التماس عزتي بوقف الإجراءات الأولية ضده وعدم توجيه اتهام إليه. بعد يوم واحد، قبل البابا فرانسيس الاستقالة المقدمة.

## فضيحة قضية الكراديما
في فبراير 2011، أعلن أن مجمع العقيدة والإيمان، بناءً على تحقيق أجري في عهد سلفه، وجد فرناندو كاراديما، وهو كاهن بارز في الأبرشية، مذنبًا بالاعتداء الجنسي على قاصرين. في عامي 2013 و2014، تعاون مع سلفه الكاردينال إيرازوريز في حملة سرية لمنع تعيين خوان كارلوس كروز، أحد ضحايا كاراديما ومتهميه، في اللجنة البابوية لحماية القاصرين . دفع الكشف عن مراسلاتهم عبر البريد الإلكتروني في سبتمبر 2015 المدافعين عن ضحايا الاعتداء إلى المطالبة باستقالة عزتي.
في يناير2015، عيّن البابا فرانسيس الأسقف خوان باروس مدريد رئيساً لأبرشية. كان باروس مرتبطًا ارتباطًا وثيقًا بكراديما واستمر في الدفاع عنه. لم يتم قبول نصيحة عزتي بسحب التعيين.

## دعوى قضائية جارية
في 21 أكتوبر 2018، ظهرت تقارير تفيد بأن محكمة الاستئناف في تشيلي أمرت مكتب عزتي بدفع 450 مليون بيزو تشيلي (650 ألف دولار) لثلاثة رجال زعموا أن كاراديما اعتدى عليهم جنسياً لعقود من الزمن. مع ذلك، صرحت دوبرا لوسيك، المتحدثة باسم محكمة الاستئناف، بأن الدعوى القضائية لا تزال مستمرة ولم يتم التوصل إلى حكم بعد.

## استقالة وسط دعوى قضائية جديدة
رفع رجل دعوى قضائية ضد عزتي وأبرشية سانتياغو مطالبًا بتعويض قدره 500 ألف دولار، مدعيًا أنه تعرض للاغتصاب في عام 2015 في غرفة نوم ملحقة بالكاتدرائية وأن عزتي رشاه ليظل صامتًا. في 23 مارس 2019، قبل البابا فرانسيس استقالته التي قدمها عندما بلغ 75 عامًا 